# Jüdischer Friedhof (Nové Strašecí)
Koordinaten: 50° 8′ 41,3″ N, 13° 54′ 12,8″ O

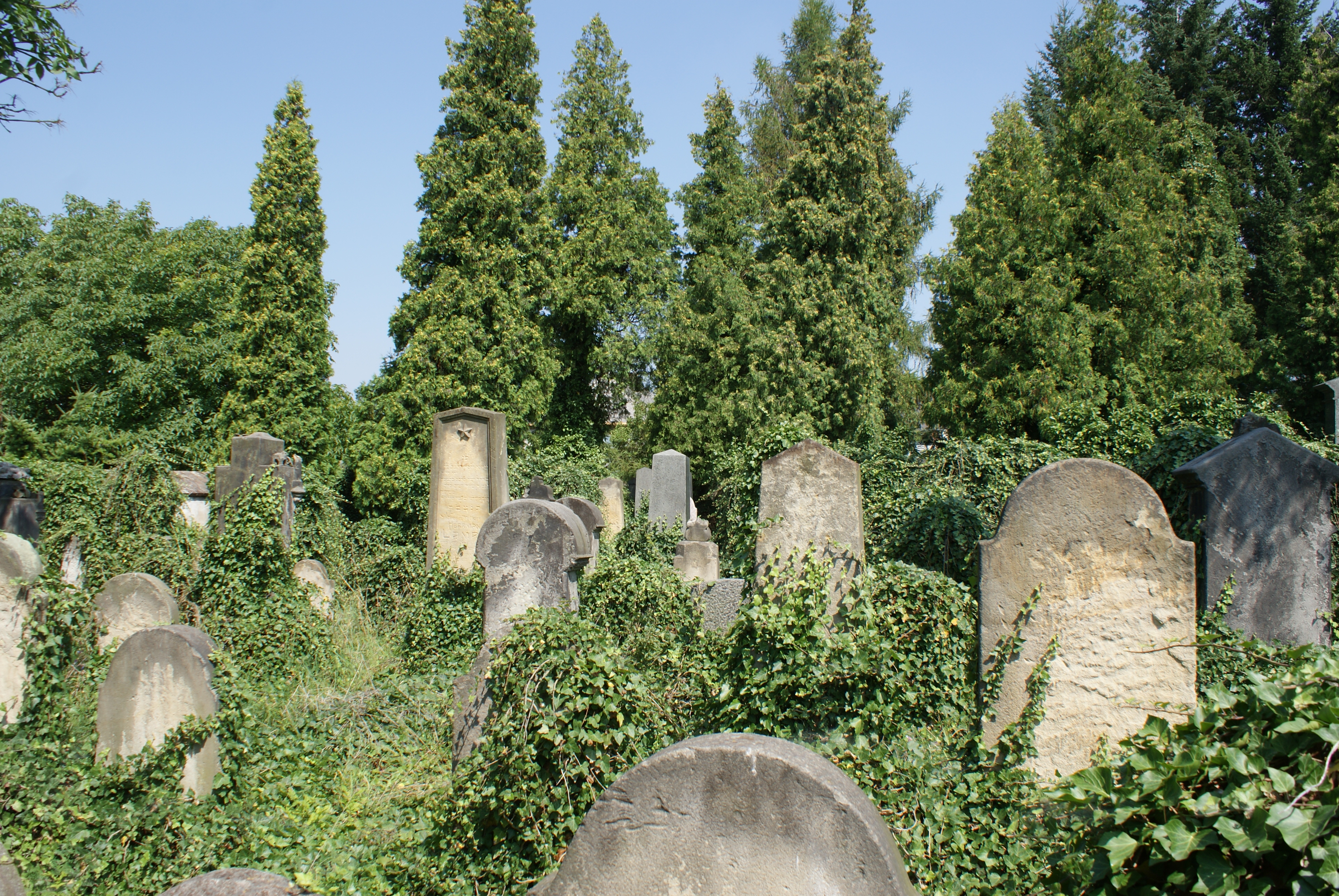
Jüdischer Friedhof in Nové Strašecí

Der Jüdische Friedhof in Nové Strašecí (deutsch Neustraschitz), einer tschechischen Stadt im Okres Rakovník in der Mittelböhmischen Region, wurde Mitte des 19. Jahrhunderts angelegt. Der jüdische Friedhof liegt am südlichen Stadtrand in Richtung des Stadtteils Pecínov.
Auf dem 1986 Quadratmeter großen Friedhof sind heute noch circa 100 Grabsteine erhalten.